# Mehmed I
Mehmed I (ur. 1374, zm. 1421) – sułtan osmański od 1413, który zjednoczył imperium osmańskie po długoletniej wojnie domowej.

## Walka o tron sułtański
Mehmed był jednym z licznych synów sułtana Bajazyda I Błyskawicy. Po klęsce i wzięciu w niewolę ojca w bitwie pod Ankarą w 1402 r., za aprobatą zwycięskiego Tamerlana sięgnął po władzę w części Anatolii z ośrodkiem w Amasya (na terenach, gdzie był już gubernatorem za panowania swego ojca), konkurując z innymi braćmi (Isą i Sulejmanem) o objęcie schedy po ojcu. W 1403 r. przyłączył się do niego kolejny z braci, Musa, zwolniony przez Timura z niewoli z ciałem zmarłego wówczas ojca. Mehmed powierzył Musie dowództwo nad swymi wojskami, a ten działając w imieniu brata zdołał pokonać Isę i odebrać mu dotychczasową stolicę imperium, Bursę, dzięki czemu pod kontrolą Mehmeda znalazła się cała osmańska Anatolia, a konkurentem pozostał najstarszy brat Sulejman kontrolujący Rumelię, sprzymierzony z cesarzem bizantyńskim Manuelem II Paleologiem. Sam Mehmed ogłosił się wówczas sułtanem.
W walce z Sulejmanem Mehmed początkowo ponosił porażki – starszy brat zdołał opanować większą część Anatolii z Bursą, Izmirem i Ankarą (1405). Tymczasem jednak, korzystając ze wsparcia hospodara wołoskiego Mirczy Starego działający w imieniu Mehmeda Musa rozpoczął w 1409 r. akcję w Rumelii, zmuszając Sulejmana do powrotu z Anatolii. Sulejman został pokonany i zabity (1410 lub 1411), ale jednocześnie Musa wypowiedział posłuszeństwo Mehmedowi i sam ogłosił się sułtanem, przejmując pod swoją kontrolę dawne władztwo Sulejmana.
Mehmed zaatakował Musę, jednak bez skutku. Musiał skoncentrować się na sprawach anatolijskich, gdzie wystąpili przeciwko niemu mianowani przez niego emirowie Izmiru oraz Ankary. Po ich pokonaniu Mehmed sprzymierzył się z cesarzem Manuelem (dawnym sojusznikiem Sulejmana) oraz księciem serbskim Stefanem Lazareviciem – wspólnie wkroczyli do Rumelii (1412) i pokonali Musę (1413), a Mehmed został sułtanem zjednoczonego imperium (zwrócił też cesarzowi Saloniki).

## Panowanie
Krótko po zakończeniu wojny z braćmi Mehmed musiał zmierzyć się z kolejnymi wewnętrznymi niepokojami. W 1414 i 1415 r. pokonał ostatnich przeciwników w Anatolii. Do najpoważniejszego zagrożenia tronu Mehmeda doszło w 1416 r. Wówczas wybuchło powstanie szejka Bedreddina (kadiaskera Musy, skazanego na wygnanie po zwycięstwie Mehmeda), nawołującego do zjednoczenia trzech wielkich religii (islamu, chrześcijaństwa i judaizmu) oraz reform społecznych (to hasło miało dużą popularność w kraju zniszczonym ciągłymi wojnami). Przeciwko Mehmedowi wystąpił też domniemany kolejny jego brat Mustafa (który zaginął podczas bitwy pod Ankarą), wsparty przez Manuela Paleologa, Mirczę Starego oraz Wenecję.
Mehmed odparł atak sojuszników Mustafy (mimo zniszczenia floty osmańskiej przez Wenecjan), a samego Mustafę zmusił do ucieczki do Konstantynopola. Doszedł wówczas do porozumienia z cesarzem Manuelem, zgadzając się nie atakować Bizancjum w zamian za powstrzymanie Mustafy od prób przejęcia tronu osmańskiego. Stłumił też szeroko rozlewające się powstanie Bedreddina, który został powieszony (choć ruch ten tlił się jeszcze gdzieniegdzie dość długo). W 1419 r. zaatakował Dobrudżę, a także w kilku kampaniach podporządkował sobie Wołoszczyznę (do imperium osmańskiego przyłączone zostało wówczas Giurgiu). Odzyskiwał utracone podczas wojny domowej pozycje osmańskie na terenie Albanii. Starał się zabezpieczyć od strony Węgier i innych państw bałkańskich, przeprowadzając szereg rajdów w tym kierunku i podporządkowując sobie m.in. Bośnię. Umacniał też swoją pozycję w Anatolii.
Jednocześnie Mehmed działał na polu organizacji wewnętrznej państwa, de facto tworząc ją (po dekonstrukcji w okresie najazdu Timura i wojny domowej) na nowych zasadach.
Mehmed zmarł w 1421 r., jego następcą został jego syn, Murad II, który objął tron mimo oporu wspomnianego stryja Mustafy oraz młodszego brata o tym samym imieniu.